# Aghbala
Aghbala (en amazighe : ⴰⵖⴱⴰⵍⴰ, Aɣbala; en arabe : اغبالة) est une commune rurale de la province de Béni Mellal, dans la région Béni Mellal-Khénifra. Elle dispose d'un centre urbain — ou « ville » — du même nom.

## Toponymie
Le nom d'Aɣbala proviendrait d'aɣbalu, qui veut dire « source » en tamazight (dialecte berbère) et correspond à l'arabe aïn.

## Démographie
D'après les recensements :
- de 1994 à 2004, la population de la commune rurale d'Aghbala est passée de 11 734 à 12 400 habitants (respectivement répartis au sein de 2 319 et 2 573 ménages), sans aucun étranger, et celle de son centre urbain du même nom de 5 822 à 6 300 (respectivement répartis au sein de 1 334 et 1 503 ménages)[4] ;
- en 2014, la commune comportait 12 981 habitants et 2 943 ménages, et son centre urbain 6 745 habitants, dont un étranger, et 1 776 ménages[1].

De ces données, il ressort notamment que la population urbaine de la commune, représentant en gros un peu plus de la moitié, a connu une augmentation.